# Éditions Graines de Pensées
Basées à Lomé au Togo, les éditions Graines de Pensées sont spécialisées en littérature générale, ouvrages en langues nationales et livres pour la jeunesse. 

## Historique
Elles ont été créées en 2005 au Togo,, par Christiane Akoua Ekué. Cette nouvelle maison d'édition  devient membre de l'Alliance internationale des éditeurs indépendants  et d'Afrilivres. Yasmîn Issaka-Coubageat la rejoint comme responsable éditoriale,.
Les éditions Graines de Pensées ont une vocation panafricaine,. Elles assurent une meilleure diffusion de leurs ouvrages grâce à des coéditions avec des partenaires du Nord et du Sud. 
Par ailleurs, elles participent à de nombreux salons et foires internationales du livre dont le Salon international du livre d'Alger en 2009,.

## Référence
1. 1 2  « GRAINES DE PENSÉES », sur Africultures
2. ↑  Luc Pinhas, « L'édition en Afrique francophone : un essor contrarié », Afrique contemporaine, vol. 1, no 241,‎ 2012, p. 120-121 (DOI 10.3917/afco.241.0120, lire en ligne)
3. ↑  « Christiane Akoua Ekue », sur le site de l'Université d'Australie-Occidentale
4. ↑  Site officiel de l'Alliance internationale des éditeurs indépendants
5. ↑  Site d'Afrilivres
6. ↑  Susanne Gehrmann et Dotsé Yigbe, Créativité intermédiatique au Togo et dans la diaspora togolaise, LIT Verlag Münster, 2015 (lire en ligne)
7. ↑  Nicolas Gary, « Édition francophone : "Le livre n’est pas un pari gagné d’avance au Togo" », ActuaLitté,‎ 29 juin 2015 (lire en ligne)
8. ↑  Site officiel Afrilivres - Association des éditeurs francophones au Sud du Sahara
9. ↑  Site Togocultures
10. ↑  Site du Salon international du livre d'Alger